# Halálozások 1964-ben
Ez a szócikk az 1964-es évben elhunyt nevezetes személyeket sorolja fel.

## Ismeretlen hónap
| Dátum          | Név                            | Foglalkozás / tisztség                                                                                              | Kor | Forrás |
| -------------- | ------------------------------ | --- | --- | ------ |
| Ismeretlen nap | Balla Zsuzsi                   | színésznő | 057 |        |
| Ismeretlen nap | Allan Brown                    | ausztrál vadászpilóta az első világháborúban                                                                        | 069 | —      |
| Ismeretlen nap | Louis De Smeth                 | Európa-bajnoki bronzérmes belga jégkorongozó                                                                        | 081 | —      |
| Ismeretlen nap | Iacob Felecan                  | román válogatott labdarúgó, hátvéd                                                                                  | 050 | —      |
| Ismeretlen nap | Friedmann Gyula                | szentesi főrabbi | 088 |        |
| Ismeretlen nap | François Gibens                | olimpiai ezüstérmes (1920) belga tornász                                                                            | 068 | [ 7 ]  |
| Ismeretlen nap | Alekszandr Pisvanov            | orosz első világháborús vadászpilóta                                                                                | 071 | —      |
| Ismeretlen nap | Consuelo Andrew Seoane         | amerikai katonatiszt, kém a Távol-Keleten                                                                           | 088 | —      |
| Ismeretlen nap | Suszter Irén (Dániel Ferencné) | habarcshordó munkás, a Kossuth-díjas sztahanovista Kovács János-építőbrigád dolgozója                               | 034 | —      |
| Ismeretlen nap | Vangel Gyula                   | válogatott labdarúgó, országos bajnok atléta, asztaliteniszező; a Magyar Atlétikai Szövetség egykori elnöke, ügyvéd | 076 | —      |

## December
| Dátum          | Név                      | Foglalkozás / tisztség                                                                            | Kor | Forrás |
| -------------- | ------------------------ | ------------------------------------------------------------------------------------------------- | --- | ------ |
| Ismeretlen nap | Dövényi Nagy Lajos       | szélsőjobboldali, antiszemita író, újságíró, rádióbemondó                                         | 058 | —      |
| december 31.   | Erdős Géza               | festőművész, tanár                                                                                | 054 |        |
| december 31.   | Mészáros István          | József Attila-díjas magyar műfordító                                                              | 074 | —      |
| december 31.   | Gertrude Michael         | amerikai színésznő                                                                                | 053 |        |
| december 31.   | Pogány Margit            | festőművész                                                                                       | 085 | —      |
| december 31.   | Henry Maitland Wilson    | brit katonatiszt                                                                                  | 083 |        |
| december 30.   | Sztrókay Pál             | gépészmérnök, posztumusz állami díjas                                                             | 065 | —      |
| december 29.   | Vlagyimir Favorszkij     | orosz fafaragó, festő, színpadi művész                                                            | 078 | —      |
| december 28.   | Éhik Gyula               | zoológus                                                                                          | 073 |        |
| december 28.   | Takács Géza              | válogatott labdarúgó, jobbhátvéd, majd edző                                                       | 065 | —      |
| december 27.   | Sebestyén József         | heraldikus, címerfestő, genealógus                                                                | 086 | —      |
| december 26.   | Meinhardt Vilmos         | bányamérnök                                                                                       | 080 | —      |
| december 23.   | Kazinczy László          | labdarúgó, csatár                                                                                 | 029 | —      |
| december 21.   | Justin Rrota             | albán ferences szerzetes, filológus, irodalomtörténész                                            | 075 | —      |
| december 21.   | Carl Van Vechten         | amerikai író és fényképész                                                                        | 084 | —      |
| december 19.   | Arne Lindblad            | svéd színész                                                                                      | 077 |        |
| december 18.   | Földessy Gyula           | Kossuth-díjas irodalomtörténész, kritikus, az MTA levelező tagja                                  | 090 | —      |
| december 17.   | Gáspár Jenő              | költő, író, szerkesztő                                                                            | 070 | —      |
| december 17.   | Victor Franz Hess        | Nobel-díjas osztrák-amerikai fizikus                                                              | 081 |        |
| december 17.   | Jurjen Koksma            | holland matematikus                                                                               | 060 |        |
| december 15.   | Carl Joachim Hambro      | norvég újságíró, politikus, a parlament elnöke                                                    | 079 |        |
| december 14.   | William Bendix           | amerikai színész                                                                                  | 058 |        |
| december 14.   | Francisco Canaro         | uruguayi zeneszerző, hegedűművész, karmester                                                      | 076 |        |
| december 14.   | Minár Gyula              | repülőgép pilóta, lakatos                                                                         | 049 | —      |
| december 13.   | Pedro Petrone            | olimpiai (1924, 1928) és világbajnok (1930) uruguayi válogatott labdarúgó                         | 059 | —      |
| december 12.   | Szalay Jeromos           | római katolikus pap, bencés szerzetes, gimnáziumi tanár, irodalomtörténész, nyelvész, történetíró | 068 | —      |
| december 12.   | Vuchetich Endre          | bánsági magyar lapkiadó, szerkesztő, újságíró, novellista                                         | 075 | —      |
| december 11.   | Sam Cooke                | amerikai soul énekes-dalszerző                                                                    | 033 |        |
| december 11.   | Alma Maria Mahler-Werfel | osztrák író, zeneszerző                                                                           | 085 | —      |
| december 8.    | Tóth László              | gazdálkodó, politikus, a Demokrata Néppárt országgyűlési képviselője                              | 064 | —      |
| december 7.    | Robert C. Hendrickson    | amerikai politikus, szenátor (New Jersey, 1949–1955)                                              | 066 | —      |
| december 7.    | Anne Vabarna             | észt-szetu énekesnő                                                                               | 086 | —      |
| december 4.    | Felvinczi Takács Zoltán  | művészettörténész                                                                                 | 084 | —      |
| december 4.    | Pina Pellicer            | mexikói színésznő                                                                                 | 030 |        |
| december 2.    | Joseph Dodge             | amerikai közgazdász, bankár                                                                       | 074 | —      |
| december 1.    | J. B. S. Haldane         | angol tudós, a fiziológia, genetika, az evolúciós biológia, biostatisztika kutatója               | 072 | —      |

## November
| Dátum          | Név                    | Foglalkozás / tisztség                                                                 | Kor | Forrás |
| -------------- | ---------------------- | -------------------------------------------------------------------------------------- | --- | ------ |
| Ismeretlen nap | Adele Goldstine        | amerikai matematikus, az ENIAC programozója, Herman Goldstine felesége                 | 043 |        |
| november 30.   | Don Redman             | amerikai dzsesszzenész: klarinétos, szaxofonos, hangszerelő, zenekarvezető, zeneszerző | 064 | —      |
| november 29.   | Adolfo Tunesi          | olimpiai bajnok (1912) olasz tornász                                                   | 077 | —      |
| november 29.   | Anne de Vries          | holland író                                                                            | 060 |        |
| november 28.   | Szittya Emil           | költő, író, művészetkritikus és festő                                                  | 078 | —      |
| november 27.   | Lutz Lajos             | válogatott labdarúgó, középfedezet, edző                                               | 064 | —      |
| november 26.   | Hedwig Kohn            | német-zsidó származású amerikai fizikus                                                | 077 |        |
| november 25.   | Clarence Kolb          | amerikai színész, vaudeville-művész                                                    | 090 |        |
| november 24.   | Balogh Ernő            | orvos, patológus, onkológus, egyetemi oktató                                           | 074 | —      |
| november 24.   | Mányai Lajos           | Jászai Mari-díjas színész, érdemes művész                                              | 052 | —      |
| november 23.   | Jan Fabricius          | holland író, drámaíró                                                                  | 093 |        |
| november 22.   | Bartha Károly          | katona, hadügyminiszter (1938–1942)                                                    | 080 | —      |
| november 21.   | Hanzó Lajos            | Kossuth-díjas tanár, szerkesztő, hely- és tudománytörténeti szakíró                    | 049 | —      |
| november 20.   | Vörösmarty Lili        | színésznő                                                                              | 040 | —      |
| november 19.   | Rexa Dezső             | irodalomtörténész, levéltáros, helytörténész, nyelvész, író                            | 092 | —      |
| november 19.   | Scherman Vilmos        | vegyész, egyetemi tanár                                                                | 078 | —      |
| november 18.   | Henri Théodore Pigozzi | olasz származású francia autókereskedő és autógyáros                                   | 066 | —      |
| november 16.   | Lucien Dehoux          | olimpiai bronzérmes (1920) belga tornász                                               | 074 | —      |
| november 16.   | John Emery             | amerikai színész                                                                       | 059 |        |
| november 16.   | Vándory Gusztáv        | színész                                                                                | 081 | —      |
| november 14.   | Heinrich von Brentano  | német (NSZK) politikus, külügyminiszter                                                | 060 |        |
| november 13.   | Lévai Andor            | építészmérnök                                                                          | 067 | —      |
| november 12.   | August Košutić         | horvát politikus                                                                       | 071 | —      |
| november 12.   | Aldo Silvani           | olasz színész, szinkronszínész, rendező                                                | 073 |        |
| november 9.    | Cecília Meireles       | brazil újságíró, író, festő                                                            | 063 |        |
| november 8.    | Temesváry János        | hegedű- és brácsaművész                                                                | 073 | —      |
| november 7.    | Chorin Ferenc          | gyár- és bányatulajdonos, üzletember                                                   | 085 | —      |
| november 7.    | Csehély Aladár         | gyorsíró, az egységes magyar gyorsírás jeles szakembere                                | 069 |        |
| november 6.    | Hans von Euler-Chelpin | Nobel-díjas német-svéd vegyész                                                         | 091 |        |
| november 6.    | Hugo Koblet            | svájci kerékpárversenyző                                                               | 039 |        |
| november 6.    | Anita Malfatti         | brazil képzőművész                                                                     | 074 |        |
| november 6.    | H. Beam Piper          | amerikai sci-fi-író                                                                    | 060 | —      |
| november 5.    | John S. Robertson      | amerikai színész                                                                       | 086 |        |
| november 4.    | Prokopp Sándor         | olimpiai bajnok (1912) sportlövész, jogász, fővárosi jegyző                            | 077 | —      |
| november 2.    | José Ramón Guizado     | panamai politikus, elnök (1955)                                                        | 065 | —      |
| november 1.    | Bóka László            | író, költő, irodalomtörténész, a Magyar Tudományos Akadémia levelező tagja             | 054 | —      |
| november 1.    | Sture Lagerwall        | svéd színész, filmrendező                                                              | 055 |        |
| november 1.    | Pipa István            | válogatott labdarúgó                                                                   | 064 | —      |

## Október
| Dátum       | Név                       | Foglalkozás / tisztség                                                                                     | Kor | Forrás |
| ----------- | ------------------------- | --- | --- | ------ |
| október 31. | Theodore Freeman          | amerikai űrhajós                                                                                           | 034 | —      |
| október 31. | Rázsó Imre                | gépészmérnök, műszaki egyetemi tanár, az MTA levelező tagja                                                | 060 | —      |
| október 30. | Luciano Savorini          | olimpiai bajnok (1912) olasz tornász                                                                       | 079 | —      |
| október 29. | Benno Fiala von Fernbrugg | osztrák pilóta az első világháborúban                                                                      | 074 | —      |
| október 29. | Földessy Vilmos           | színész, színigazgató                                                                                      | 084 | —      |
| október 28. | Harold H. Burton          | amerikai politikus, szenátor (Ohio, 1941–1945)                                                             | 076 | —      |
| október 28. | Hauser János              | mezőgazdasági mérnök, agronómus, egyetemi tanár                                                            | 072 | —      |
| október 28. | Szabó Károly              | műszerész, 1944-ben a svéd követségen Raoul Wallenberg munkatársa, posztumusz Világ Igaza                  | 047 | —      |
| október 28. | Thilly Weissenborn        | indonéziai holland fotográfus                                                                              | 081 |        |
| október 27. | Willi Bredel              | német író, újságíró, politikus (NDK)                                                                       | 063 | —      |
| október 27. | Agnes Miegel              | német költő, újságíró                                                                                      | 085 |        |
| október 26. | Eric Edgar Cooke          | ausztrál sorozatgyilkos                                                                                    | 033 | —      |
| október 22. | Kosáry Emmi               | operadíva, operettprimadonna, filmszínésznő                                                                | 075 | —      |
| október 21. | Teresa Billington-Greig   | brit feminista                                                                                             | 088 | —      |
| október 21. | Margaret Gibson           | amerikai színésznő                                                                                         | 070 |        |
| október 20. | Anthony de Francisci      | olasz-amerikai szobrász, éremművész                                                                        | 077 | [ 13 ] |
| október 20. | Herbert Hoover            | amerikai politikus, elnök (1929–1933)                                                                      | 090 |        |
| október 19. | Szergej Birjuzov          | szovjet marsall                                                                                            | 060 |        |
| október 19. | Raymond Bonney            | olimpiai ezüstérmes (1920) amerikai jégkorongozó                                                           | 072 | —      |
| október 19. | Maurice Gosfield          | amerikai színész                                                                                           | 051 | —      |
| október 19. | Ebbe Schwartz             | dán sportvezető, az UEFA első elnöke (1954–1962)                                                           | 063 | —      |
| október 18. | Barta Lajos               | Kossuth-díjas író, újságíró                                                                                | 085 |        |
| október 17. | Péter Antal               | kanonok, teológiai tanár, római katolikus egyházi író, germanista                                          | 084 | —      |
| október 15. | Nguyễn Văn Trỗi           | a Nemzeti Front Dél-Vietnám Felszabadításáért harcosa                                                      | 024 |        |
| október 15. | Cole Porter               | amerikai zeneszerző, musicalszerző                                                                         | 073 |        |
| október 14. | Schulek Elemér            | Kossuth-díjas vegyész, gyógyszerész, egyetemi tanár, az MTA tagja                                          | 071 | —      |
| október 13. | Madeleine Delbrêl         | francia katolikus misztikus író, költő                                                                     | 059 |        |
| október 12. | Achille Majeroni          | olasz színész                                                                                              | 083 |        |
| október 10. | Eddie Cantor              | amerikai humorista, énekes, színész és dalszerző                                                           | 072 | —      |
| október 10. | Guru Dutt                 | indiai színész, rendező, producer                                                                          | 039 |        |
| október 9.  | Siegfried Lerdon          | olimpiai (1936) és világbajnoki bronzérmes német tőr- és párbajtőrvívó                                     | 059 | —      |
| október 9.  | Sándor Mária              | operaénekesnő (mezzoszoprán)                                                                               | 072 | —      |
| október 7.  | Sidney Cross              | olimpiai bronzérmes (1912) brit tornász                                                                    | 073 | —      |
| október 7.  | Bernhard Goetzke          | német színész                                                                                              | 080 |        |
| október 7.  | Varga Jenő                | pék, tanár, szociáldemokrata politikus – a Magyarországi Tanácsköztársaság pénzügyi népbiztosa, közgazdász | 084 | —      |
| október 6.  | Pietro Serantoni          | világbajnok (1938) olasz labdarúgó, fedezet, edző                                                          | 057 | —      |
| október 5.  | Jean-Baptiste Janssens    | a Jézus Társasága 27. nagygenerálisa                                                                       | 074 | —      |
| október 5.  | Lengyel Zoltán            | örmény szertartású katolikus egyházi pap és író, örmény katolikus apostoli kormányzó                       | 056 | —      |
| október 5.  | Orbók Attila              | író, újságíró, forgatókönyvíró                                                                             | 077 |        |
| október 4.  | Set Svanholm              | svéd operaénekes, tenorista                                                                                | 060 | —      |
| október 3.  | Schwanner Jenő            | állatorvos, egyetemi tanár                                                                                 | 076 | —      |
| október 2.  | Amrit Kaur                | indiai keresztény politikus, egészségügyi miniszter                                                        | 075 | —      |
| október 1.  | Gábor József              | kommunista politikus, kereskedelem- és közlekedésügyi miniszter, diplomata                                 | 071 | —      |

## Szeptember
| Dátum          | Név                      | Foglalkozás / tisztség                                                                           | Kor | Forrás |
| -------------- | ------------------------ | ------------------------------------------------------------------------------------------------ | --- | ------ |
| szeptember 30. | Mario Almirante          | olasz filmrendező                                                                                | 074 |        |
| szeptember 29. | Csurka Péter             | újságíró, író                                                                                    | 070 |        |
| szeptember 28. | Bill Brown               | amerikai író, tanár, lapszerkesztő, riporter                                                     | 054 | —      |
| szeptember 28. | Henri Grégoire           | belga középkortörténész                                                                          | 083 |        |
| szeptember 28. | Richard Häussler         | német színész, filmrendező                                                                       | 055 |        |
| szeptember 28. | Harpo Marx               | amerikai színész, komikus, pantomimművész                                                        | 075 |        |
| szeptember 26. | Hübner Tibor             | építész                                                                                          | 067 | —      |
| szeptember 26. | Einar Strøm              | olimpiai bajnok (1912) norvég tornász                                                            | 079 | —      |
| szeptember 25. | Bánhidy Andor            | Munkácsy-díjas festő, grafikus                                                                   | 054 | —      |
| szeptember 22. | Emînê Evdal              | kurd-örmény író                                                                                  | 057 | —      |
| szeptember 21. | Otto Grotewohl           | német nyomdász-könyvkereskedő, politikus, miniszterelnök (NDK)                                   | 070 | —      |
| szeptember 20. | Lazare-Lévy              | francia zongoraművész, zeneszerző                                                                | 082 |        |
| szeptember 18. | Seán O’Casey             | ír drámaíró, memoárszerző                                                                        | 084 |        |
| szeptember 17. | Clive Bell               | angol művészetkritikus                                                                           | 083 |        |
| szeptember 17. | Réth Alfréd              | Franciaországban alkotó magyar festő, az avantgárd művészet fontos képviselője                   | 082 | —      |
| szeptember 14. | Vaszilij Grosszman       | orosz író, haditudósító                                                                          | 059 | —      |
| szeptember 13. | Charles E. Daniel        | amerikai politikus, szenátor (Dél-Karolina, 1954)                                                | 068 | —      |
| szeptember 12. | Fitz József              | könyvtáros, nyomdászattörténész, 1934 és 1945 között az Országos Széchényi Könyvtár főigazgatója | 076 | —      |
| szeptember 12. | Orbán Dezső              | író                                                                                              | 082 |        |
| szeptember 12. | Sergiusz Piasecki        | lengyel író                                                                                      | 063 |        |
| szeptember 9.  | Sakari Tuomioja          | finn politikus, diplomata, miniszterelnök (1953–1954)                                            | 053 |        |
| szeptember 7.  | Maróthy Károly           | ügyvéd, újságíró, keresztényszocialista, nemzetiszocialista, majd nyilaskeresztes politikus      | 067 | —      |
| szeptember 5.  | Elizabeth Gurley Flynn   | amerikai munkásvezér, feminista aktivista, kommunista pártvezető                                 | 074 |        |
| szeptember 4.  | Borsányi Balázs          | áldozópap, házfőnök, hitszónok, lapszerkesztő, perui misszionárius                               | 073 | —      |
| szeptember 4.  | Csilléry András          | fogorvos, politikus, népjóléti miniszter                                                         | 080 | —      |
| szeptember 3.  | Étsy Emília              | színésznő                                                                                        | 080 |        |
| szeptember 2.  | Morris Ankrum            | amerikai színész                                                                                 | 068 |        |
| szeptember 2.  | Francisco Craveiro Lopes | portugál politikus, elnök (1951–1958)                                                            | 070 |        |
| szeptember 2.  | Alvin York               | amerikai katona az első világháborúban                                                           | 076 |        |
| szeptember 1.  | Joachim Ferenc           | festőművész                                                                                      | 082 | —      |
| szeptember 1.  | Szüdi György             | költő                                                                                            | 055 | —      |
| szeptember 1.  | Tordai György            | író, filozófiatörténész                                                                          | 044 | —      |

## Augusztus
| Dátum         | Név                     | Foglalkozás / tisztség                                                                         | Kor | Forrás |
| ------------- | ----------------------- | ---------------------------------------------------------------------------------------------- | --- | ------ |
| augusztus 31. | Gyulai Ferenc           | fényképész, szakíró, tanár                                                                     | 059 |        |
| augusztus 29. | Bauma Viktor            | bányamérnök, az ásványbányászat fejlesztője                                                    | 071 | [ 14 ] |
| augusztus 29. | Pór Bertalan            | Kossuth-díjas festő, főiskolai tanár                                                           | 083 | —      |
| augusztus 29. | Josef Šroubek           | olimpiai bronzérmes (1920), többszörös Európa-bajnok cseh nemzetiségű csehszlovák jégkorongozó | 072 | —      |
| augusztus 27. | Gracie Allen            | amerikai színésznő                                                                             | 071 |        |
| augusztus 26. | Hegedűs Ferenc          | újságíró, kritikus, helytörténeti író                                                          | 062 | —      |
| augusztus 25. | Théo Mey                | luxemburgi sportújságíró                                                                       | 052 | —      |
| augusztus 24. | Csáky Gusztáv           | földbirtokos, országgyűlési képviselő                                                          | 081 | —      |
| augusztus 23. | Bártfai Szabó László    | történész, levéltáros, könyvtáros                                                              | 084 | —      |
| augusztus 22. | Helena Makowska         | lengyel színésznő                                                                              | 071 |        |
| augusztus 21. | Palmiro Togliatti       | olasz antifasiszta politikus, az Olasz Kommunista Párt főtitkára                               | 071 |        |
| augusztus 20. | Émile Cornic            | olimpiai ezüstérmes (1928) francia párbajtőrvívó                                               | 069 | —      |
| augusztus 16. | William Cowhig          | olimpiai bronzérmes (1912) brit tornász                                                        | 077 | —      |
| augusztus 15. | Dr. Atl                 | mexikói képzőművész, író, geológus, filozófus                                                  | 088 |        |
| augusztus 14. | Johnny Burnette         | amerikai rockabilly énekes, dalszerző                                                          | 030 |        |
| augusztus 14. | Albino Carraro          | olasz nemzetközi labdarúgó-játékvezető                                                         | 065 | —      |
| augusztus 12. | Ian Fleming             | angol író (James Bond), újságíró                                                               | 056 |        |
| augusztus 12. | Jørgen Skafte Rasmussen | dán gépészmérnök és vállalkozó                                                                 | 086 |        |
| augusztus 12. | Virágh Sándor           | református lelkész, esperes, iratmissziói kiadó, külmisszionárius                              | 055 | —      |
| augusztus 11. | Letitia Marion Hamilton | olimpiai bronzérmes (1948) ír festőművész                                                      | 086 |        |
| augusztus 11. | Prohászka József        | festőművész                                                                                    | 078 | —      |
| augusztus 10. | Affonso Eduardo Reidy   | brazil építész                                                                                 | 054 |        |
| augusztus 9.  | Bárczi Gusztáv          | orvos, gyógypedagógus                                                                          | 073 | —      |
| augusztus 8.  | Garamszeghy Sándor      | színész, író                                                                                   | 085 | —      |
| augusztus 7.  | Szalima Masamba         | mohéli királynő                                                                                | 089 | —      |
| augusztus 6.  | Cedric Hardwicke        | angol színpadi-, film- és televíziós színész                                                   | 071 |        |
| augusztus 5.  | Moa Martinson           | svéd író                                                                                       | 073 |        |
| augusztus 3.  | Flannery O’Connor       | amerikai író, esszéíró                                                                         | 039 |        |
| augusztus 2.  | Carel Godin de Beaufort | holland autóversenyző                                                                          | 030 |        |
| augusztus 1.  | Taffy Abel              | olimpiai ezüstérmes (1924) és kétszeres Stanley-kupa győztes amerikai jégkorongozó             | 064 |        |

## Július
| Dátum      | Név                          | Foglalkozás / tisztség                                                   | Kor | Forrás |
| ---------- | ---------------------------- | ------------------------------------------------------------------------ | --- | ------ |
| július 31. | Jim Reeves                   | amerikai countryénekes                                                   | 040 | —      |
| július 26. | Clair Engle                  | amerikai politikus, szenátor (Kalifornia, 1959–1964)                     | 052 |        |
| július 29. | Bruno Schindler              | német sinológus                                                          | 081 | —      |
| július 29. | Wanda Wasilewska             | lengyel és szovjet politikus, író                                        | 059 |        |
| július 27. | Harry Shannon}               | amerikai színész                                                         | 074 |        |
| július 26. | Petrovay Tibor               | közgazdász, szakíró                                                      | 062 | —      |
| július 25. | Cornel Medrea                | román szobrász                                                           | 076 | —      |
| július 24. | Victoria Forde               | amerikai színésznő                                                       | 068 |        |
| július 24. | Karl Heyer                   | német író, történész, antropozófus                                       | 075 | —      |
| július 23. | Jan de Vries                 | holland nyelvész, germanista, folklorista                                | 074 |        |
| július 20. | Gellért Elemér               | sebész, egészségügyi főtanácsos                                          | 083 | —      |
| július 20. | Himler Oszkár                | nemzeti labdarúgó-játékvezető                                            | 073 | —      |
| július 20. | Anna Alekszandrovna Virubova | orosz nemes és cári udvarhölgy, emlékíró                                 | 080 | —      |
| július 19. | Olavi Paavolainen            | finn író, költő, esszéíró, újságíró                                      | 060 | —      |
| július 18. | Gyulai László                | kétszeres magyar bajnok labdarúgó, csatár                                | 039 |        |
| július 17. | Maurice Glaize               | francia építész és régész                                                | 077 |        |
| július 16. | Gondos Emmy                  | festő, iparművész, rajztanítónő                                          | 082 | —      |
| július 16. | Rauf Orbay                   | oszmán tengerésztiszt, török politikus, miniszterelnök (1922–1923)       | 082 |        |
| július 15. | Luis Batlle Berres           | uruguayi politikus, elnök (1947–1951)                                    | 066 |        |
| július 13. | Per Jespersen                | olimpiai bajnok (1906) és ezüstérmes (1908) norvég tornász               | 076 | –      |
| július 12. | Schmidt József               | mérnök, geodéta                                                          | 084 | —      |
| július 11. | Guillermo Subiabre           | chilei válogatott labdarúgó                                              | 061 | —      |
| július 11. | Maurice Thorez               | francia kommunista politikus                                             | 064 |        |
| július 10. | Joe Gaetjens                 | amerikai és haiti válogatott haiti labdarúgó                             | 040 | —      |
| július 7.  | Reginald James               | brit-dél-afrikai fizikus                                                 | 073 | —      |
| július 6.  | Péczely Attila               | énekes, muzeológus, népzenegyűjtő, orvos, zenei szakíró                  | 066 | —      |
| július 5.  | Milan Michal Harminc         | szlovák építész                                                          | 094 | —      |
| július 4.  | Szamuil Marsak               | zsidó-belarusz származású szovjet író, műfordító, költő, gyermekkönyvíró | 076 | —      |
| július 4.  | Gaby Morlay                  | francia színésznő                                                        | 071 |        |
| július 2.  | Adorján János (gépészmérnök) | gépészmérnök, a hazai repülés jelentős úttörője                          | 082 |        |
| július 2.  | Branislav Hrnjiček           | jugoszláv válogatott szerb labdarúgó, edző                               | 056 | —      |
| július 1.  | Pierre Monteux               | francia-amerikai karmester                                               | 089 | —      |

## Június
| Dátum      | Név                        | Foglalkozás / tisztség                                                    | Kor | Forrás |
| ---------- | -------------------------- | ------------------------------------------------------------------------- | --- | ------ |
| június 30. | Homonnay Tivadar           | politikus, Budapest főpolgármestere (1942–1944)                           | 076 |        |
| június 29. | Max Aitken                 | kanadai származású brit politikus, üzletember                             | 085 |        |
| június 29. | Eric Dolphy                | amerikai altszaxofonos                                                    | 036 | —      |
| június 29. | Hanna Rydh                 | svéd régész, politikus és nőjogi aktivista                                | 073 |        |
| június 27. | Mona Barrie                | amerikai színésznő                                                        | 058 |        |
| június 26. | Eberardo Villalobos        | válogatott chilei labdarúgó                                               | 056 | —      |
| június 25. | Auguszta Mária Lujza       | bajor hercegnő                                                            | 089 |        |
| június 25. | Gerrit Rietveld            | holland építész és bútortervező                                           | 076 | —      |
| június 24. | Vaály Ilona                | színésznő                                                                 | 070 | —      |
| június 23. | Earle B. Mayfield          | amerikai politikus, szenátor (Texas, 1923–1929)                           | 083 | —      |
| június 20. | Edgar Barrier              | amerikai színész                                                          | 057 |        |
| június 19. | Hans Moser                 | osztrák színész                                                           | 083 |        |
| június 19. | Stephanides Károly         | zeneszerző, karnagy, karmester                                            | 093 | —      |
| június 18. | Giorgio Morandi            | olasz festő                                                               | 073 | –      |
| június 18. | Per Nilsson                | olimpiai bajnok (1912) svéd tornász                                       | 074 | —      |
| június 15. | Bródy András               | újságíró                                                                  | 071 | —      |
| június 13. | Olaf Syvertsen             | olimpiai ezüstérmes (1908) norvég tornász                                 | 079 | [ 16 ] |
| június 12. | Farkasházy Miklós          | festő- és grafikusművész, iparművész                                      | 069 | —      |
| június 11. | Aliz                       | schleswig-holstein-sonderburg-glücksburgi hercegnő                        | 074 |        |
| június 11. | Plek Pibunszongram         | thaiföldi katonatiszt, politikus, miniszterelnök (1938–1944 és 1948–1957) | 066 |        |
| június 10. | Louis Gruenberg            | amerikai zeneszerző, zongoraművész                                        | 079 |        |
| június 9.  | Niels Turin-Nielsen        | olimpiai bajnok (1920) dán tornász                                        | 077 | —      |
| június 8.  | Fáskerti Tibor             | író, közíró, újságíró                                                     | 065 | —      |
| június 8.  | Carlos Quintanilla Quiroga | bolíviai katonatiszt és politikus, elnök (1939–1940)                      | 076 |        |
| június 7.  | Meade Lux Lewis            | amerikai boogie-woogie zongorista                                         | 058 | —      |
| június 6.  | Robert Warwick             | amerikai színész (Sullivan utazásai)                                      | 085 |        |
| június 5.  | Douglas Gracey             | brit-indiai katonatiszt                                                   | 069 |        |
| június 5.  | Lauge Koch                 | dán geológus, sarkkutató                                                  | 071 |        |
| június 5.  | Szauer S. Ferenc           | tisztviselő, amatőr dokumentumgyűjtő                                      | 072 | —      |
| június 3.  | Frans Eemil Sillanpää      | Nobel-díjas finn író                                                      | 075 | —      |
| június 3.  | Vincze Géza                | filológus, irodalomtörténész                                              | 075 | —      |
| június 2.  | Maximino Martínez          | mexikói botanikus                                                         | 076 | —      |

## Május
| Dátum     | Név                         | Foglalkozás / tisztség                                                                      | Kor | Forrás |
| --------- | --------------------------- | ------------------------------------------------------------------------------------------- | --- | ------ |
| május 30. | Eddie Sachs                 | amerikai autóversenyző                                                                      | 037 |        |
| május 30. | Szilárd Leó                 | magyar-amerikai atomfizikus, feltaláló, a Manhattan terv résztvevője                        | 066 |        |
| május 28. | Fajcsák Joachim             | magyar katona az első világháborúban                                                        | 066 | —      |
| május 28. | Arthur Haberlandt           | osztrák etnológus, az Osztrák Néprajzi Múzeum igazgatója                                    | 075 | —      |
| május 27. | Otto Ville Kuusinen         | finn származású szovjet politikus                                                           | 082 | —      |
| május 27. | Dzsaváharlál Nehru          | indiai politikus, a független India első miniszterelnöke (1947–1964)                        | 074 |        |
| május 27. | Reök Etele                  | katonatiszt, ezredes                                                                        | 078 | —      |
| május 27. | Simunek Béla                | csehszlovákiai magyar tanító, iskolaigazgató                                                | 066 | —      |
| május 24. | Kállay Tibor                | politikus, közgazdász, pénzügyminiszter (1921–1924)                                         | 083 | —      |
| május 24. | Tóth István                 | erdélyi magyar grafikus, festő                                                              | 071 | —      |
| május 23. | Ada Nilsson                 | svéd orvos, nőgyógyász, nőjogi aktivista                                                    | 091 |        |
| május 23. | Urányi János                | olimpiai bajnok (1956) kajakozó, hajóépítő                                                  | 039 |        |
| május 22. | Hobart Henley               | amerikai színész, filmrendező                                                               | 076 |        |
| május 21. | James Franck                | Nobel-díjas német fizikus                                                                   | 081 |        |
| május 20. | Farkas Sándor               | romániai magyar könyvtáros                                                                  | 076 | —      |
| május 17. | Fodor Nándor                | parapszichológus, pszichoanalitikus, újságíró                                               | 069 | —      |
| május 17. | Szelényi Imre Rudolf        | lelkész, teológiatanár                                                                      | 057 | —      |
| május 15. | Vladimir Maček              | horvát politikus, a Horvát Parasztpárt elnöke és a Jugoszláv Királyság kormányának alelnöke | 084 | —      |
| május 14. | Gaál Imre                   | festőművész                                                                                 | 041 | —      |
| május 13. | Lendvai Andor               | operaénekes (bariton)                                                                       | 062 | —      |
| május 13. | Purgly Emil                 | földbirtokos, politikus, főispán, földművelésügyi miniszter                                 | 084 | —      |
| május 13. | Tompa László                | erdélyi magyar költő, műfordító                                                             | 080 | —      |
| május 13. | Diana Wynyard               | angol színésznő                                                                             | 058 |        |
| május 10. | Mihail Fjodorovics Larionov | orosz konstruktivista képzőművész                                                           | 082 | —      |
| május 8.  | Fazék Gyula                 | bányamérnök, bányászattörténész                                                             | 080 |        |
| május 7.  | Geoffrey Holmes             | olimpiai bronzérmes (1924) kanadai-brit jégkorongozó                                        | 070 | —      |
| május 6.  | Monay Ferenc                | erdélyi magyar római katolikus pap, művelődéstörténész, műfordító, közíró                   | 085 | —      |
| május 5.  | Eugène Olivier              | olimpiai bajnok (1908) francia párbajtőrvívó                                                | 082 |        |
| május 2.  | Nancy Astor                 | amerikai-brit politikus, az első női képviselő a brit parlamentben.                         | 084 |        |
| május 1.  | Gustav-Adolf von Zangen     | német tábornok                                                                              | 071 |        |

## Április
| Dátum       | Név                        | Foglalkozás / tisztség                                                      | Kor | Forrás |
| ----------- | -------------------------- | --------------------------------------------------------------------------- | --- | ------ |
| április 29. | Wenceslao Fernández Flórez | spanyol-galiciai író, újságíró                                              | 079 |        |
| április 29. | Lukas Nielsen              | olimpiai bronzérmes (1912) dán tornász                                      | 079 | —      |
| április 28. | Alexandre Koyré            | oroszországi zsidó származású francia filozófus és tudománytörténész        | 071 |        |
| április 26. | Lucy Wills                 | brit hematológus, kutatóorvos                                               | 075 |        |
| április 25. | Horváth Tibor Antal        | pedagógus, történész, muzeológus, premontrei szerzetes, római katolikus pap | 075 | —      |
| április 24. | Gerhard Domagk             | Nobel-díjas német patológus, bakteriológus                                  | 068 | —      |
| április 24. | Felföldi László            | színész                                                                     | 039 | —      |
| április 23. | Polányi Károly             | gazdaságtörténész, szociálfilozófus, társadalompolitikus                    | 077 | —      |
| április 22. | Karl Gerhard               | svéd színész, énekes, dalszerző                                             | 073 |        |
| április 20. | Georg Johansson-Brandius   | Európa-bajnok svéd jégkorongozó, olimpikon                                  | 065 | —      |
| április 20. | August Sander              | német fotográfus                                                            | 087 |        |
| április 18. | Ben Hecht                  | amerikai forgatókönyvíró, filmrendező, producer, újságíró                   | 070 |        |
| április 18. | Zachár Gyula               | jogász                                                                      | 088 | —      |
| április 16. | Holly Jenő                 | költő, író, színműíró, lapszerkesztő                                        | 067 | —      |
| április 15. | Alice Wilson               | kanadai geológus, paleontológus                                             | 082 |        |
| április 14. | Rachel Carson              | amerikai tengerbiológus, ökológus, író                                      | 056 |        |
| április 13. | Veit Harlan                | német színész, filmrendező (Az örök zsidó)                                  | 064 |        |
| április 12. | Nathaniel Peffer           | amerikai sinológus                                                          | 073 | —      |
| április 10. | Beke Ödön                  | nyelvész, finnugrista, egyetemi tanár, az MTA rendes tagja                  | 080 | —      |
| április 10. | Cseresnyés Ferenc          | gyógypedagógus, a Magyarországi Vakok Országos Intézetének tanára           | 086 |        |
| április 10. | John G. Townsend           | amerikai politikus, szenátor (Delaware, 1929–1941)                          | 092 | —      |
| április 9.  | El Brendel                 | amerikai színész (Szárnyak)                                                 | 074 |        |
| április 9.  | Mihu Dragomir              | román költő, író, fordító                                                   | 044 | —      |
| április 9.  | Legányi Ferenc             | autodidakta paleontológus, muzeológus                                       | 079 | —      |
| április 7.  | Mann Endre                 | romániai magyar újságíró, szerkesztő, műfordító                             | 063 | —      |
| április 6.  | Wilbert Hurst-Brown        | Európa-bajnoki bronzérmes kanadai-brit jégkorongozó, olimpikon              | 064 | —      |
| április 6.  | Rónai Dénes                | fényképész, fotóművész, bábművész, filmrendező, operatőr                    | 088 | —      |
| április 5.  | James Chapin               | amerikai ornitológus                                                        | 074 |        |
| április 5.  | Douglas MacArthur          | amerikai tábornok                                                           | 084 |        |
| április 5.  | Nagy Ferenc                | válogatott labdarúgó, edző                                                  | 080 | —      |
| április 4.  | Villax Ödön                | növénynemesítő                                                              | 064 | —      |
| április 2.  | Viola Barry                | amerikai színésznő                                                          | 070 |        |
| április 2.  | Carlos Hevia               | kubai politikus, ideiglenes elnök (1934)                                    | 064 |        |
| április 2.  | Rafael Sánchez-Guerra      | spanyol újságíró, politikus, üzletember, a Real Madrid elnöke               | 066 |        |

## Március
| Dátum       | Név                         | Foglalkozás / tisztség                                                                             | Kor | Forrás |
| ----------- | --------------------------- | -------------------------------------------------------------------------------------------------- | --- | ------ |
| március 31. | Arató Andor                 | romániai magyar lapszerkesztő, népművelő                                                           | 076 |        |
| március 31. | Doleschall Frigyes          | orvos, egészségügyi miniszter                                                                      | 066 | —      |
| március 30. | Heinz Fiebig                | német katona, részt vett mindkét világháborúban                                                    | 067 | —      |
| március 30. | Nella Larsen                | amerikai író, könyvtáros                                                                           | 072 |        |
| március 29. | Viski Balás László          | festőművész, rajztanár, a Képző- és Iparművészeti Szakközépiskola tantestületének Örökös Tagja     | 054 | —      |
| március 29. | Eqrem Vlora                 | oszmán köztisztviselő, albán politikus, diplomata, történész                                       | 078 | —      |
| március 29. | Zsófia Sarolta              | oldenburgi hercegnő, házassága révén porosz királyi és német császári hercegné                     | 085 |        |
| március 26. | Mikuleczky Ferenc           | sorhajóhadnagy és az aviatika magyar úttörője                                                      | 079 | —      |
| március 26. | Otto Schniewind             | német tengerésztiszt                                                                               | 076 |        |
| március 25. | Békefi Benő                 | a Dunántúli Református Egyházkerület püspöke                                                       | 054 | —      |
| március 25. | Benito Nardone              | uruguayi politikus, a Nemzeti Kormányzó Tanács elnöke (1960–1961)                                  | 057 |        |
| március 23. | Claire Anderson             | amerikai színésznő                                                                                 | 068 |        |
| március 23. | Peter Lorre                 | magyar származású amerikai színész                                                                 | 059 | —      |
| március 23. | Vaszilij Ivanovics Vajnonen | szovjet-karél koreográfus                                                                          | 063 | —      |
| március 22. | Addison Richards            | amerikai színész                                                                                   | 061 |        |
| március 21. | Wolfgang Dorasil            | Európa-bajnok német nemzetiségű csehszlovák jégkorongozó, olimpikon                                | 061 | —      |
| március 20. | Brendan Behan               | ír író, színpadi szerző                                                                            | 041 |        |
| március 20. | Somogyi Kálmán              | színész, színházigazgató                                                                           | 072 | —      |
| március 18. | Helga Ancher                | dán festő                                                                                          | 080 |        |
| március 18. | Sigfrid Edström             | svéd üzletember, Nemzetközi Olimpiai Bizottság elnöke (1942–1952)                                  | 093 |        |
| március 18. | Norbert Wiener              | amerikai matematikus, a kibernetika megalapítója                                                   | 069 |        |
| március 17. | Kappel Izidor               | romániai magyar orvos, orvosi szakíró                                                              | 082 | —      |
| március 15. | Paul Cavanagh               | brit színész                                                                                       | 075 |        |
| március 15. | James M. Mead               | amerikai politikus, szenátor (New York, 1938–1947)                                                 | 078 | —      |
| március 15. | Mondl Ferenc                | Kossuth-díjas elektromérnök                                                                        | 061 | —      |
| március 14. | Vlagyimir Batalov           | szovjet-orosz színész                                                                              | 061 | —      |
| március 14. | Páris László                | jogász, közgazdász                                                                                 | 065 | —      |
| március 14. | Páter Károly                | vegyészmérnök, talajkutató, az Agrártudományi Egyetem rektora                                      | 063 | —      |
| március 14. | Szántó Armand               | író, dramaturg, forgatókönyvíró, színházigazgató                                                   | 074 | —      |
| március 13. | Csonka László               | mérnök és építési vállalkozó                                                                       | 073 | —      |
| március 12. | Peder Christian Andersen    | norvég nemzetközi labdarúgó-játékvezető                                                            | 071 |        |
| március 12. | Villani Frigyes             | hivatásos diplomata                                                                                | 082 | —      |
| március 11. | Cleo Madison                | amerikai színésznő                                                                                 | 080 |        |
| március 10. | Dallos Sándor               | József Attila-díjas író, újságíró, forgatókönyvíró                                                 | 062 | —      |
| március 10. | Arthur Hohl                 | amerikai színész                                                                                   | 074 |        |
| március 9.  | Paul von Lettow-Vorbeck     | német tábornok, az első világháború idején Német Kelet-Afrika katonai parancsnoka                  | 093 | —      |
| március 9.  | Tóth László                 | sakkozó, újságíró, nyomdaigazgató, szociáldemokrata politikus, Kecskemét polgármestere (1944–1948) | 068 | —      |
| március 8.  | Alexander Ferenc            | orvos, pszichiáter, pszichoanalitikus, a pszichoszomatikus gyógyászat úttörője                     | 073 |        |
| március 6.  | Dánér Lajos                 | református lelkész, költő, író                                                                     | 052 | —      |
| március 6.  | Pál görög király            | görög király (1947–1964)                                                                           | 062 |        |
| március 6.  | Edward Van Sloan            | amerikai színész (Drakula, A múmia)                                                                | 081 |        |
| március 5.  | Hargitai Tihamér            | királyi postatanácsos, postaigazgató, költő, író                                                   | 077 | —      |
| március 4.  | Edwin August                | amerikai színész, forgatókönyvíró, filmrendező                                                     | 080 |        |
| március 4.  | Ladó Lajos                  | romániai magyar alkalmi munkás, autodidakta író és szerkesztő                                      | 057 | —      |
| március 2.  | Augustin Krist              | csehszlovák nemzetközi labdarúgó-játékvezető, jégkorong-játékvezető                                | 069 | —      |

## Február
| Dátum          | Név                        | Foglalkozás / tisztség                                                                              | Kor | Forrás |
| -------------- | -------------------------- | --------------------------------------------------------------------------------------------------- | --- | ------ |
| Ismeretlen nap | Főglein Antal              | országos főlevéltárnok                                                                              | 088 | —      |
| február 29.    | Pataky Kálmán              | operaénekes (tenor)                                                                                 | 067 | —      |
| február 28.    | Timmy Mayer                | amerikai autóversenyző                                                                              | 026 | —      |
| február 27.    | Neumann József             | óbudai főrabbi                                                                                      | 089 | —      |
| február 27.    | Szabolcs Ernő              | színész, rendező, színigazgató                                                                      | 076 | —      |
| február 26.    | Ludwig Bulla               | német katonatiszt a második világháborúban                                                          | 067 | —      |
| február 25.    | Alexander Archipenko       | ukrán származású amerikai szobrász                                                                  | 076 |        |
| február 25.    | Grace Metalious            | amerikai írónő                                                                                      | 039 |        |
| február 24.    | Maurice Farman             | francia autóversenyző, pilóta, repülőgép-tervező és -építő                                          | 086 |        |
| február 21.    | Georg Jacoby               | német filmrendező, író, producer                                                                    | 081 |        |
| február 20.    | Rátkai Károly              | újságíró                                                                                            | 068 | —      |
| február 19.    | Bogdán Ernő                | gyermekgyógyász, egészségügyi tanácsos, az Országos Gyermekvédő Liga igazgató-főorvosa              | 077 | —      |
| február 19.    | Edward Gargan              | amerikai színész                                                                                    | 061 |        |
| február 18.    | Joseph-Armand Bombardier   | kanadai feltaláló és üzletember                                                                     | 056 |        |
| február 18.    | Haraszti Mici              | színésznő                                                                                           | 081 | —      |
| február 16.    | Fehérváry Jenő             | jogtudós                                                                                            | 076 | —      |
| február 16.    | Katie Gillou               | francia teniszezőnő, olimpikon                                                                      | 076 | —      |
| február 15.    | Réginald Garrigou-Lagrange | francia antimodernista neotomista dominikánus teológus                                              | 086 |        |
| február 15.    | László Endre               | jogász, újságíró, turisztikai író                                                                   | 049 | —      |
| február 15.    | Adolf Šimperský            | világbajnoki ezüstérmes (1934) csehszlovák válogatott cseh labdarúgó                                | 054 | —      |
| február 13.    | Paulino Alcántara          | válogatott spanyol labdarúgó, az FC Barcelona gólrekordere                                          | 067 |        |
| február 13.    | Werner Heyde               | német pszichiáter, SS-tiszt, tömeggyilkos                                                           | 061 |        |
| február 13.    | Iván József                | olimpiai válogatott labdarúgó                                                                       | 029 |        |
| február 12.    | Gerald Gardner             | brit író, amatőr antropológus, régész, a kortárs Wicca újpogány vallás egyik létrehozója és főpapja | 079 | —      |
| február 11.    | Izet Dibra                 | albán jogász, politikus, várospolitikus, közmunkaügyi miniszter                                     | 086 | —      |
| február 10.    | Eugene Sänger              | osztrák űrrepülőgép-tervező mérnök, űrkutató tudós                                                  | 058 | —      |
| február 9.     | Ary Barroso                | brazil zeneszerző, újságíró és zongorista                                                           | 060 | —      |
| február 8.     | Ernst Kretschmer           | német pszichiáter                                                                                   | 075 |        |
| február 8.     | Jacques Morisson           | francia jégkorongozó kapus, olimpikon                                                               | 056 | —      |
| február 6.     | Emilio Aguinaldo           | Fülöp-szigeteki forradalmár, hazája első miniszterelnöke (1899–1901)                                | 094 |        |
| február 5.     | Haller István              | újságíró, keresztényszocialista politikus, miniszter                                                | 083 | —      |
| február 5.     | Kupcsay Felicián           | jogász, író, miniszteri tanácsos                                                                    | 087 | —      |
| február 5.     | Harold McMunn              | olimpiai bajnok (1924) kanadai jégkorongozó                                                         | 061 | —      |
| február 5.     | Mészöly László             | festő, fényképészmester                                                                             | 070 | —      |
| február 5.     | Max Sailer                 | német autóversenyző, mérnök                                                                         | 081 |        |
| február 4.     | Csathó Kálmán              | író, színházi rendező, a Magyar Tudományos Akadémia levelező tagja                                  | 082 | [ 20 ] |
| február 3.     | Harold Alden               | amerikai csillagász                                                                                 | 074 |        |
| február 3.     | Giuseppe Amato             | olasz producer (Biciklitolvajok ; Az édes élet), forgatókönyvíró, színész                           | 064 |        |
| február 3.     | Fényes Gyula               | bőrgyógyász, belgyógyász, kórházi főorvos                                                           | 068 | —      |
| február 2.     | Bud Osborne                | amerikai színész                                                                                    | 079 |        |
| február 1.     | Prém Móric                 | válogatott labdarúgó, géplakatossegéd, bányatisztviselő                                             | 064 | —      |

## Január
| Dátum      | Név                 | Foglalkozás / tisztség                                                                     | Kor | Forrás |
| ---------- | ------------------- | ------------------------------------------------------------------------------------------ | --- | ------ |
| január 29. | Károly Sándor       | nyomdász, író, újságíró                                                                    | 069 | —      |
| január 29. | Alan Ladd           | amerikai színész és producer                                                               | 050 |        |
| január 26. | Kákay-Szabó György  | festőművész, grafikus, szobrász, restaurátor                                               | 060 | —      |
| január 26. | Harold Mattingly    | brit ókortörténész, művészettörténész, numizmatikus                                        | 079 |        |
| január 25. | Sebes Imre          | országgyűlési képviselő, pártmunkás, rendőrezredes, textilmunkás                           | 053 | —      |
| január 23. | Charles Baehni      | svájci botanikus                                                                           | 057 |        |
| január 22. | Lissy Arna          | német színésznő                                                                            | 063 |        |
| január 21. | Luis Martín-Santos  | spanyol író és pszichiáter                                                                 | 039 | [ 21 ] |
| január 21. | Joseph Schildkraut  | Oscar-díjas osztrák-amerikai színész                                                       | 067 | —      |
| január 20. | Iványi Béla         | jog- és művelődéstörténész, levéltáros, politikus                                          | 085 |        |
| január 20. | Karl-Johan Svensson | kétszeres olimpiai bajnok (1908 és 1912) svéd tornász                                      | 076 | —      |
| január 19. | Kopp Elemér         | romániai magyar vegyészmérnök, gyógynövényszakértő, gyógyszerészeti író                    | 073 | —      |
| január 19. | Firmin Lambot       | belga kerékpárversenyző                                                                    | 077 |        |
| január 19. | Arnold Schwassmann  | német csillagász                                                                           | 093 |        |
| január 19. | Seregély Aladár     | politikus, az építésügyi miniszter helyettese (1960–1963)                                  | 047 | —      |
| január 17. | Lubik Imre          | trombitaművész, zenepedagógus                                                              | 059 | —      |
| január 17. | T. H. White         | angol regényíró                                                                            | 057 |        |
| január 16. | Dögei Imre          | politikus, földművelési miniszter                                                          | 051 | —      |
| január 16. | Noro Morales        | Puerto Ricó-i zongorista, zenekarvezető                                                    | 053 | —      |
| január 15. | Jack Teagarden      | amerikai dzsesszzenész, harsonás, énekes                                                   | 058 | —      |
| január 12. | Pávai-Vajna Ferenc  | geológus, a magyar hévízkutatás úttörője                                                   | 077 | —      |
| január 9.  | Halide Edib Adıvar  | török regényíró, feminista politikus                                                       | 079 | —      |
| január 9.  | Kis Ferenc          | József Attila-díjas költő                                                                  | 055 | —      |
| január 8.  | Julius Raab         | osztrák konzervatív politikus, szövetségi kancellár                                        | 072 |        |
| január 7.  | Cesáreo Onzari      | válogatott argentin labdarúgó                                                              | 060 |        |
| január 7.  | Reg Parnell         | brit autóversenyző                                                                         | 052 | —      |
| január 5.  | Sárközi Lajos       | erdélyi magyar református egyházi író                                                      | 079 | —      |
| január 5.  | Cecil Scott         | amerikai dzsesszklarinétos, tenorszaxofonos, zenekarvezető                                 | 058 | —      |
| január 3.  | Grünwald Fülöp      | pedagógus, történész, muzeológus, a Zsidó Gimnázium és a Zsidó Múzeum igazgatója           | 076 | —      |
| január 2.  | Pius Font i Quer    | katalán botanikus, farmakológus                                                            | 075 |        |
| január 2.  | Oldřich Kučera      | világbajnoki bronzérmes, Európa-bajnok csehszlovák válogatott cseh jégkorongozó, olimpikon | 049 | —      |
| január 1.  | Forbáth Sándor      | orvos, költő                                                                               | 073 | —      |
| január 1.  | Tárnok Gyula        | teológus, református lelkész                                                               | 069 | —      |